# La Muse garçonnière

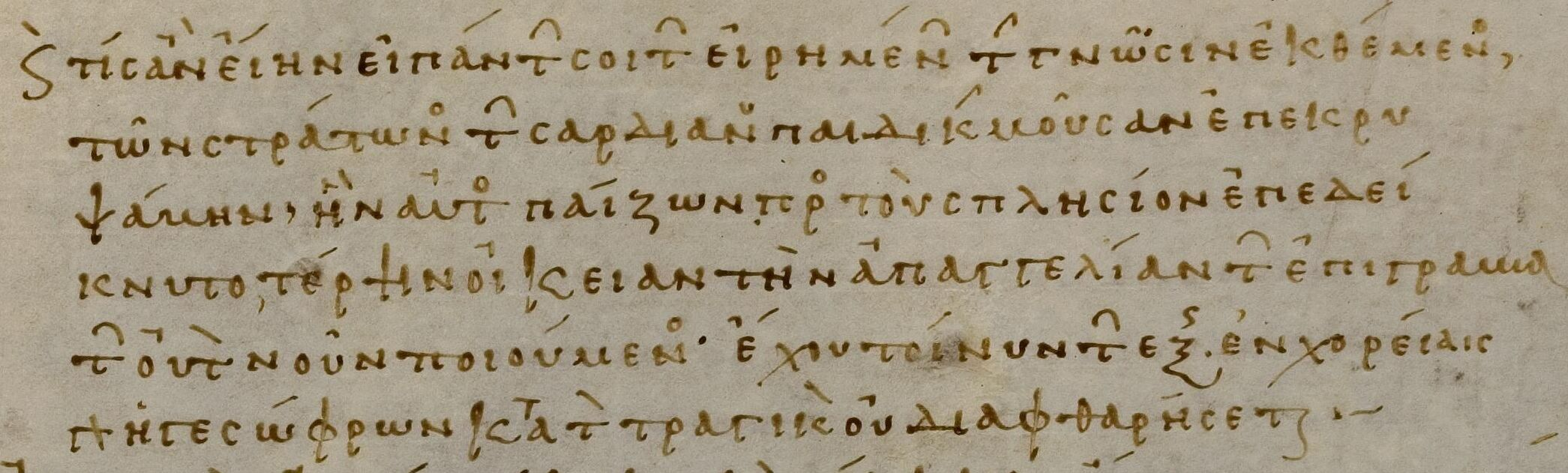
Préface du livre 12 à la page 569 du Codex Palatinus 23

La Muse garçonnière est un recueil d'épigrammes composé par Straton de Sardes. Roger Aubreton affirme que « dans le Palatinus, le compilateur, probablement Constantin Céphalas lui-même, annonce à son disciple qu'il va lui faire part de la Παιδικὴ Μοῦσα de Straton de Sardes ; et déjà, sur la même page [page 569 du Codex Palatinus 23], une main postérieure donne comme auteur de ce livre : Στράτωνος τοῦ Σαρδιανοῦ ». Or, La Muse fait partie du Livre 12 de l'Anthologie palatine. Des 258 épigrammes du livre 12, 94 sont de La Muse. 

Straton de Sardes, à l'épigramme 12.1, dévoile le sujet de son recueil: l'amour philopédique. Il dit: « En tête, mettons Zeus, c’est le dit d’Aratos ; vous, Muses, je n’irai pas ce jour vous ennuyer. Si j’aime les garçons, si je couche avec eux, est-ce l’affaire des Muses de l’Hélicon ? ». C'est Zeus le dieu patron des épigrammes de la Muse. Or, là il y a déjà une différence par rapport aux autres épigrammes du livre 5 de l'Anthologie Palatine, une fois que ces textes sont dédiés à Eros.